# Lachemilla barbata
Lachemilla barbata är en rosväxtart som först beskrevs av Presl, och fick sitt nu gällande namn av Werner Hugo Paul Rothmaler. Lachemilla barbata ingår i släktet Lachemilla och familjen rosväxter. Inga underarter finns listade i Catalogue of Life.